# Krstac (Sjenica)
Pour les articles homonymes, voir Krstac.
Krstac (en serbe cyrillique : Крстац) est un village de Serbie situé dans la municipalité de Sjenica, district de Zlatibor. Au recensement de 2011, il comptait 18 habitants.
Krstac est situé sur les bords de l'Uvac.

## Démographie
| 1948 | 1953 | 1961 | 1971 | 1981 | 1991 | 2002 | 2011 |
| ---- | ---- | ---- | ---- | ---- | ---- | ---- | ---- |
| 201  | 282  | 279  | 145  | 90   | 50   | 30   | 18   |

|  |